# Seabraellus splendidior
Seabraellus splendidior är en skalbaggsart som beskrevs av Hüdepohl 1985. Seabraellus splendidior ingår i släktet Seabraellus och familjen långhorningar. Inga underarter finns listade i Catalogue of Life.